# Будинок із совою (Новочеркаськ)
Будинок із совою (рос. Дом с совой; Будинок № 8 по вул. Дубовського, рос. Дом № 8 по ул. Дубовского) — житловий будинок у стилі модерну в Новочеркаську (Ростовська область, Росія) на стику вулиць Радянської та Дубовського.

## Опис
Будинок зведений у 1910 році і був власністю керівника товариства взаємного кредиту Г. Г. Кривцова, а потім професора Донського політехнічного інституту-Новочеркаського політехнічного інституту (нині — Південно-Російський державний політехнічний університет імені М. І. Платова) М. М. Гришина (1891—1979).
Архітектурний стиль житлового будинку, який замикає перспективу Отаманській вулиці, мистецтвознавець В. І. Кулишов назвав «фінським модерном». Причиною для такого висновку стало поєднання в обробці фасаду абсолютно різних з точки зору фактури матеріалів, що було типово для північних країн: дикий камінь, що облямовує портал входу, нижня, цокольна частина поверху і глазурована плитка, що покриває поверхню стіни.
Будинок зобов'язаний своєю назвою тому, що поглиблення гостроверхого фронтону над входом вставлена скульптура сови з мармуру — символу сімейного благополуччя і щастя. Контраст глянцевою оливковою поверхні плитки і грубо обробленого сірого каменю часто можна було зустріти в середньовічній архітектурі.
Саме цей будинок фігурує в романі новочеркаського письменника Геннадія Олександровича Семеніхіна (1919—1984) «Новочеркаськ», але там вказано інший адресу.